# Агент Картер
Агент Картер (енгл. Agent Carter) америчка је телевизијска серија чији су аутори Кристофер Маркус и Стивен Макфили за ABC. Темељи се на лику Пеги Картер из Marvel Comics-а, која је приказана у филму Први осветник: Капетан Америка. Радња је смештена у Марвелов филмски универзум (МФУ). Продуцирали су је ABC Studios, Marvel Television, и F&B Fazekas & Butters, а улоге шоуранера преузили су Тара Батерс, Микеле Фазекас и Крис Дингес.
Хејли Атвел понавља своју улогу Пеги Картер из филмске серије, док такође глуме Џејмс Д’Арси, Чад Мајкл Мари и Енвер Ђокај, а само у првој сезони и Шеј Вигам. У серији, Картерова мора да уравнотежи живот тајног агента са животом слободне жене у Америци 1940-их. Развој серије инспирисан истоименим кратким филмом почео је у септембру 2013, а Атвелова је потписана у јануару 2014. У мају исте године ABC је наручио серију. Агент Картер представља порекло неколико ликова и прича из МФУ филмова, док се појављују и други.
Прва сезона, која се састоји од осам епизода, приказивана је од 6. јануара до 25. фебруара 2015, а друга, са 10 епизода, од 19. јануара до 1. марта 2016. године. Обе сезоне приказиване су између приказивања серије Агенти Шилда. Упркос позитивним критикама, гледаност је опала, а 12. маја 2016. ABC је отказао серију.

## Радња
Прва сезона се одвија 1946. године, а Пеги Картер мора да уравнотежи рутински канцеларијски посао који ради за Strategic Scientific Reserve (SSR) у Њујорку са тајним помагањем Хауарду Старку, који је принуђен да испоручује смртоносно оружје непријатељима САД. Картеровој помаже Старков батлер Едвин Џарвис да пронађе одговорне и одложи оружје. У другој сезони, Картерова се сели из Њујорка у Лос Анђелес како би се суочила са претњама новог атомског доба од стране Тајног царства након Другог светског рата, стекавши нове пријатеље, нови дом и потенцијално новог љубавног партнера.

## Улоге
| Глумац         | Улога        |
| -------------- | ------------ |
| Хејли Атвел    | Пеги Картер  |
| Џејмс Д’Арси   | Едвин Џарвис |
| Чад Мајкл Мари | Џек Томпсон  |
| Енвер Ђокај    | Данијел Соза |
| Шеј Вигам      | Роџер Дули   |

## Епизоде
| Сезона | Сезона | Епизоде | Епизоде | Оригинално емитовање | Оригинално емитовање |
| Сезона | Сезона | Епизоде | Епизоде | Премијера            | Финале               |
| ------ | ------ | ------- | ------- | -------------------- | -------------------- |
|        | 1.     | 8       | 8       | 6. јануар 2015.      | 24. фебруар 2015.    |
|        | 2.     | 10      | 10      | 19. јануар 2016.     | 1. март 2016.        |